# Mahasoa
Mahasoa is een plaats en gemeente in Madagaskar in het district Ihosy, gelegen in de regio Ihorombe. Een volkstelling in 2001 telde het inwonersaantal op 2600 inwoners.
De plaats biedt enkel lager onderwijs aan. 98% van de bevolking werkt als landbouwer en 2% leeft van de visserij. Het belangrijkste landbouwproduct is rijst, andere belangrijke producten zijn pinda's, maïs en cassave.